# Halowe Mistrzostwa Europy w Lekkoatletyce 1988 – bieg na 200 m mężczyzn
Bieg na 200 metrów mężczyzn – jedna z konkurencji biegowych rozgrywanych podczas halowych lekkoatletycznych mistrzostw Europy w  hali Sport Csárnok w Budapeszcie. Eliminacje zostały rozegrane 5 marca, a półfinały i bieg finałowy 6 marca 1988. Zwyciężył reprezentant Związku Radzieckiego Mykoła Razhonow. Tytułu zdobytego na poprzednich mistrzostwach nie bronił Bruno Marie-Rose z Francji.

## Rezultaty

### Eliminacje
Rozegrano 4 biegi eliminacyjne, do których przystąpiło 19 biegaczy. Awans do półfinałów dawało zajęcie jednego z pierwszych dwóch miejsc w swoim biegu (Q). Skład półfinałów uzupełniło czterech zawodników z najlepszym czasem wśród przegranych (q).
Opracowano na podstawie materiału źródłowego.
Bieg 1
| Miejsce | Zawodnik           | Czas  | Uwagi |
| ------- | ------------------ | ----- | ----- |
| 1       | Daniel Sangouma    | 21,35 | Q     |
| 2       | Paolo Catalano     | 21,53 | Q     |
| 3       | Miguel Ángel Gómez | 21,58 |       |
| 4       | Luís Cunha         | 21,67 |       |

Bieg 2
| Miejsce | Zawodnik        | Czas  | Uwagi |
| ------- | --------------- | ----- | ----- |
| 1       | Nikołaj Antonow | 21,09 | Q     |
| 2       | László Karaffa  | 21,22 | Q     |
| 3       | Andreas Berger  | 21,28 | q     |
| 4       | Björn Sinnhuber | 21,54 |       |
| 5       | Robert Nilsson  | 21,84 |       |

Bieg 3
| Miejsce | Zawodnik              | Czas  | Uwagi |
| ------- | --------------------- | ----- | ----- |
| 1       | Linford Christie      | 21,02 | Q     |
| 2       | } Norbert Dobeleit    | 21,11 | Q     |
| 3       | Jean-Charles Trouabal | 21,34 | q     |
| 4       | Ezio Madonia          | 21,57 |       |
| 5       | Jiří Valík            | 21,84 |       |

Bieg 4
| Miejsce | Zawodnik        | Czas  | Uwagi |
| ------- | --------------- | ----- | ----- |
| 1       | Mykoła Razhonow | 21,03 | Q     |
| 2       | Donovan Reid    | 21,28 | Q     |
| 3       | Tamás Molnár    | 21,29 | q     |
| 4       | Sandro Floris   | 21,39 | q     |
| 5       | Achmed de Kom   | 21,75 |       |

### Półfinały
Rozegrano 2 biegi półfinałowe, w których wystartowało 12 biegaczy. Awans do finału dawało zajęcie jednego z trzech pierwszych miejsc w swoim biegu (Q).
Opracowano na podstawie materiału źródłowego.
Bieg 1
| Miejsce | Zawodnik        | Czas  | Uwagi |
| ------- | --------------- | ----- | ----- |
| 1       | Mykoła Razhonow | 20,87 | Q     |
| 2       | Nikołaj Antonow | 20,87 | Q     |
| 3       | Daniel Sangouma | 21,22 | Q     |
| 4       | László Karaffa  | 21,24 |       |
| 5       | Sandro Floris   | 21,39 |       |
| –       | Donovan Reid    | DNF   |       |

Bieg 2
| Miejsce | Zawodnik              | Czas  | Uwagi |
| ------- | --------------------- | ----- | ----- |
| 1       | Linford Christie      | 20,79 | Q     |
| 2       | Andreas Berger        | 21,07 | Q     |
| 3       | } Norbert Dobeleit    | 21,16 | Q     |
| 4       | Tamás Molnár          | 21,24 |       |
| 5       | Jean-Charles Trouabal | 21,31 |       |
| 6       | Paolo Catalano        | 21,67 |       |

### Finał
Opracowano na podstawie materiału źródłowego.
| Miejsce | Zawodnik           | Czas  | Uwagi |
| ------- | ------------------ | ----- | ----- |
| 1       | Mykoła Razhonow    | 20,62 |       |
| 2       | Nikołaj Antonow    | 20,65 |       |
| 3       | Linford Christie   | 20,83 |       |
| 4       | Andreas Berger     | 20,85 |       |
| 5       | } Norbert Dobeleit | 21,37 |       |
| 6       | Daniel Sangouma    | 21,57 |       |